# Brown-out
Cet article possède un paronyme, voir Brown.
Le brown-out [bɹaʊn aʊt] ou démission intérieure est une difficulté psychologique associée à la perte de sens dans le monde du travail. Comparable au phénomène de burn-out qui depuis longtemps est reconnu comme syndrome d'épuisement professionnel, le brown-out peut s'expliquer par une « dissonance éthique » touchant les travailleurs qui comptent beaucoup sur leur travail pour donner sens et utilité à leurs vies, alors que dans les faits, leurs activités professionnelles ne répondent pas à cette attente. Les premières questions portant sur ce phénomène affluèrent à la suite de l'article The Modern Phenomenon of Bullshit Jobs, paru dans le magazine radical Strike, un mois avant d'être publié sur le Web dans le Time online. Son auteur, David Graeber, publia ensuite un ouvrage complet répondant au titre de Bullshit jobs, dans lequel il fit part de témoignages qui lui furent directement adressés et dont certains illustrent de manière concrète le phénomène du brown-out.
On peut rapprocher ce phénomène de celui du quiet quitting, qui consiste à en faire le minimum au travail (en évitant de se faire remarquer au sein de l'entreprise) et à le revendiquer.